# Otumfuo Nana Osei Tutu al II-lea
Osei Tutu al II-lea (Otumfuo Osei Tutu; n. 6 mai 1950), este al 16-lea rege Asantehene al Regatului Ashanti, monarhie absolută și șeful casei regale Ashanti. Regele Asantehene Osei Tutu al II-lea a urcat pe tron la 26 aprilie 1999. Prin nume, regele Asantehene Osei Tutu al II-lea este în succesiunea directă a fondatorului Imperiului Ashanti, Otumfuo Osei Tutu I.

## Biografie
Născut la 6 mai 1950 și numit Nana Barima Kwaku Dua, regele Asantehene Otumfuo Osei Tutu al II-lea, este cel mai mic dintre cei cinci copii ai reginei Ashanti Nana Afua Kobi Serwaa Ampem (regina mamă a Regatului Ashanti). Numele tatălui său este Nana Kwame Boakye-Dankwa din Kantinkyere în Ashanti și a fost, de asemenea, Duce de Ashanti. Nana Kwame Boakye-Dankwa a decedat la 1 ianuarie 2002, în Kumasi, Ashanti.
Regele Asantehene Osei Tutu al II-lea are șase copii. Tatăl regelui Osei Tutu al II-lea, Nana Boakye a avut, de asemenea, alți copii din alte căsătorii. Unii dintre frații lui sunt: Yaw Boateng (care trăiește în Canada), Kwaku Duah (SUA), Kwabena Agyei-Bohyen, Afua Sarpong și Ama Agyemang (Kumasi, Ashanti), Fredua Agyeman Prempeh (SUA) și Nana Kwasi Agyemang Prempeh.
Numele de la naștere al regelui Asantehene Osei Tutu al II-lea, Nana Barima Kwaku Duah, este numele bunicului patern.
Regele a absolvit filosofia și are gradul de doctor în filosofie conferit printr-o ceremonie la Centrul Barbican din Londra, la 11 ianuarie 2006.
Reședința regelui este palatul regal Manhyia din Kumasi, capitala regatului Ashanti.